# Lappida gracilis
Lappida gracilis är en insektsart som beskrevs av Melichar 1912. Lappida gracilis ingår i släktet Lappida och familjen Dictyopharidae. Inga underarter finns listade i Catalogue of Life.